# Керівники Київської області
Київська область була утворена 27 лютого 1932 року.

## Голови Київського обласного виконавчого комітету
1. Василенко Марко Сергійович — 1932 — 1935 р.
2. Старченко Василь Федорович — 1938 — грудень 1938 рр.
3. в.о. Кобзін Юхим Никифорович — грудень 1938 − 1939 рр.
4. Костюк Трохим Якович — 1940 − вересень 1941 рр.
5. Олійник Захар Федорович — листопад 1943 — 17 травня 1950 рр.
6. Бубновський Микита Дмитрович — 17 травня 1950 — 30 травня 1951 рр.
7. Стафійчук Іван Йосипович — 30 травня 1951 — 12 січня 1963 рр., грудень 1964 - 29 березня 1967 рр.
8. Яремчук Григорій Филимонович — 12 січня 1963 — 1 грудня 1964 рр.(промислового)
9. Лисенко Іван Петрович — 9 березня 1963 — 12 грудня 1964 рр.(сільського), 29 березня 1967 — 25 грудня 1984 рр.
10. Плющ Іван Степанович — 25 грудня 1984 — 3 квітня 1990 рр.
11. Сінько Василь Данилович — 3 квітня 1990 — березень 1992 р.

## Перші секретаріКиївського обласного комітету КПУ
1. Демченко Микола Нестерович — червень 1932 — 10 червня 1934 р.
2. Постишев Павло Петрович — 10 червня 1934 — 16 січня 1937 рр.
3. Кудрявцев Сергій Олександрович — 16 січня 1937 — вересень 1937 рр.
4. Євтушенко Дмитро Матвійович — вересень 1937 — квітень 1938 рр.
5. Хрущов Микита Сергійович — квітень 1938 — вересень 1941, листопад 1943 — 22 березня 1947 рр.
6. Сердюк Зіновій Тимофійович — 22 березня 1947 — лютий 1949 р.
7. Гриза Олексій Андріанович — лютий 1949 — вересень 1952 рр.
8. Гришко Григорій Єлисейович — вересень 1952 — 1 лютого 1957 рр.
9. Шелест Петро Юхимович — 1 лютого 1957 — 16 серпня 1962 рр.
10. Дрозденко Василь Іванович — 16 серпня 1962 — січень 1963 рр., січень 1962 - грудень 1964 рр. (промислового), грудень 1964 - 24 березня 1966 рр.
11. Стафійчук Іван Йосипович — січень 1962 - грудень 1964 рр.(сільського)
12. Головченко Федір Петрович — 24 березня 1966 — квітень 1970 рр.
13. Цибулько Володимир Михайлович — квітень 1970 — 4 листопада 1985 рр.
14. Ревенко Григорій Іванович — 4 листопада 1985 — 2 квітня 1990 рр.
15. Кикоть Анатолій Іванович — 2 квітня 1990 — серпень 1991 рр.

## ГоловиКиївської обласної державної адміністрації

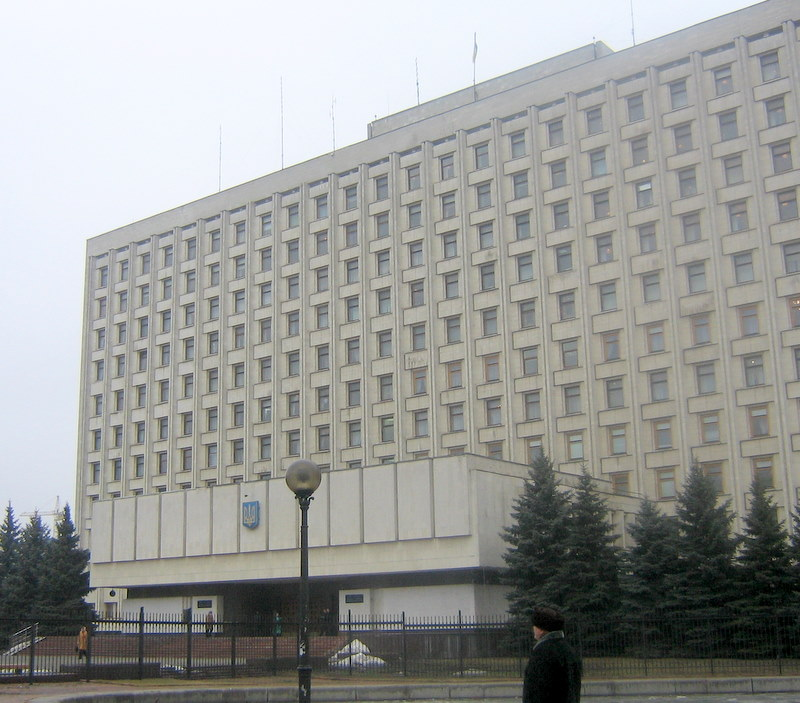
Київська облдержадміністрація та обласна рада

1. Капштик Іван Маркович — представник президента у Київській області — 24 березня 1992 — червень 1994
2. Сінько Василь Данилович — 19 липня 1995 — 21 вересня 1996
3. Засуха Анатолій Андрійович — 22 вересня 1996 — 19 січня 2005
4. Жовтяк Євген Дмитрович — 4 лютого 2005 — 24 травня 2006
5. в.о. Кондрук Валерій Петрович — 24 травня — 16 червня 2006
6. Ульянченко Віра Іванівна — 16 червня 2006 — 20 травня 2009
7. Вакараш Віктор Михайлович — 20 травня — 17 вересня 2009 в.о., 17 вересня 2009 — 18 березня 2010
8. Присяжнюк Анатолій Йосипович — 18 березня 2010 — 2 березня 2014
9. Шандра Володимир Миколайович — 2 березня 2014 — 3 лютого 2016
10. Мельничук Максим Дмитрович — 3 лютого 2016 — 9 вересня 2016
11. Горган Олександр Любомирович — 28 жовтня 2016 — 30 жовтня 2018
12. Терещук Олександр Дмитрович — 30 жовтня 2018 — 11 червня 2019
13. в.о. Кучер В'ячеслав Анатолійович — з 11 червня 2019 — 9 липня 2019
14. Бно-Айріян Михайло Каренович — 9 липня 2019 — 28 жовтня 2019
15. Чернишов Олексій Михайлович — 28 жовтня 2019 — 11 березня 2020
16. Володін Василь Геннадійович — 11 березня — 17 червня 2020 в.о., 17 червня 2020 — 8 лютого 2022
17. Кулеба Олексій Володимирович — 8 лютого 2022 — 15 березня 2022
18. Павлюк Олександр Олексійович — 15 березня — 21 травня 2022
19. Кулеба Олексій Володимирович — 21 травня 2022 — 24 січня 2023
20. т.в.о. Назаренко Дмитро Юрійович — 25 січня 2023  — 10 квітня 2023
21. Кравченко Руслан Андрійович — 10 квітня 2023  — по 31 грудня 2024
22. Калашник Микола Володимирович — з 01 січня 2025  — 24 березня 2025 (як в.о.), з 24 березня 2025 —

## Голови Київської обласної ради
1. Плющ Іван Степанович — 3 квітня — 24 липня 1990
2. Сінько Василь Данилович — 25 вересня 1990 — березень 1992, червень 1992 - квітень 1998
3. Баранюк Микола Дмитрович — 14 квітня 1998 — листопад 2000, 6 вересня 2001 - 18 вересня 2003
4. Засуха Анатолій Андрійович — листопад 2000 — 6 вересня 2001, 9 грудня 2004 - 1 лютого 2005
5. Приймаченко Микола Іванович — 18 вересня 2003 — 9 грудня 2004, 1 лютого 2005 - 20 квітня 2006 в.о.
6. Майбоженко Володимир Володимирович — 20 квітня 2006 — 14 травня 2010
7. Качний Олександр Сталіноленович  — 14 травня 2010 — 27 лютого 2014
8. Бабенко Микола Вікторович — 27 лютого 2014 — 10 листопада 2015
9. Старикова Ганна Віталіївна — 10 листопада 2015 — 17 травня 2019
10. Стариченко Микола Анатолійович — 17 травня 2019 — 25 жовтня 2020
11. Скляров Олександр Іванович — 27 листопада 2020 — 27 квітня 2021
12. Гунько Наталія Іванівна — 27 квітня 2021 — 8 травня 2023
13. Добрянський Ярослав Вікторович  — 8 травня 2023 — в.о.